# 琴電志度站
琴電志度站（日语：／ Kotoden-Shido eki */?）是位於日本香川縣讚岐市，屬於高松琴平電氣鐵道（琴電）志度線的鐵路車站，車站編號為S15。本站為志度線的終點站，並設有站員駐守。而本站與JR四國的志度站相距甚近，只有80米的距離。

## 車站編置

### 月台配置
此站設有島式月台1座，但不設有月台編號，靠近站房的一邊的有效長度為2輛，只用作夜間停泊及首班車時使用，日常情況下，均只使用遠離站房的一端，該側可容納3輛編成的列車。
| 月台       | 路線     | 方向 | 目的地   | 備註                     |
| ---------- | -------- | ---- | -------- | ------------------------ |
| (靠近站房) | ■ 志度線 | 上行 | 瓦町方向 | 停泊側線及首班車使用月台 |
| (遠離站房) | ■ 志度線 | 上行 | 瓦町方向 | 日常使用月台             |

## 歷史
- 1911年11月18日：東讚電氣軌道志度站開業，車站最初位於本站以西約50米[1]。
- 1931年5月：車站遷移至現地，改稱「志度站前站」。
- 1945年1月26日：被指為不要不急線，由八栗至本站一段休止。
- 1949年10月9日：重新投入服務。

## 使用狀況
| 1日上落人數推斷 | 1日上落人數推斷 |
| 年度            | 1日平均人數     |
| --------------- | --------------- |
| 2011            | 1,040           |
| 2012            | 1,059           |
| 2013            | 1,080           |
| 2014            | 1,121           |
| 2015            | 1,137           |
| 2016            | 1,156           |
| 2017            | 1,114           |
| 2018            | 1,146           |
| 2019            | 1,129           |
| 2020            | 841             |
| 2021            | 841             |
| 2022            | 855             |

## 相鄰車站
高松琴平電氣鐵道（琴電）
■志度線
原 (S14) - 琴電志度 (S15)

## 外部連結
- 高松琴平電鐵琴電志度站資訊 （页面存档备份，存于）（日語）